# Caracenos
Los caracenos (latín caracenes, griego Καρακηνοὶ o Καρίκινοι) fueron una tribu samnita que, según Claudio Ptolomeo, vivía en la parte más al norte del Samnio. Su centro era el valle del Sagrus (valle del río Sangro). 

Su ciudad principal era Aufidena, ciudad desconocida que es probablemente la misma ciudad mencionada por Zonaras como Caricini, que la describe como poseedora de una ciudad o una fortaleza y que fue conquistada por los cónsules Quinto Ogulnio Galo y Quinto Fabio Máximo Ruliano con bastante dificultad. Esta ciudad sería la actual Castel di Sangro. Otras ciudades eran Juvanum (cuyos restos son visibles entre los municipios de Torricella Peligna y Montenerodomo) y Cluviae (cuyos restos han sido identificados con los de Piano Laroma, en Casoli). 
El territorio de la caracenos fue probablemente ocupado por los romanos en el curso de la segunda guerra samnita y la población fue asimilada gradualmente en el Estado romano.